# Islamski ekstremizam
Islamski ekstremizam je, kako ga britanske vlasti definišu, „svaki oblik [navodnog] praktikovanja islama koji narušava i suprotstavlja se uspostavljenom demokratskom poretku, vladavini prava, ličnim slobodama i uzajamnom poštovanju i toleranciji prema različitim verovanjima i uverenjima”. Ostali termini koji se koriste su islamistički ekstremizam kao i islamizam.
S druge strane, mnogi se protive ovom terminu jer smatraju da može potencijalno da „delegitimizuje” islam kao verovanje koje jasno zabranjuje ekstremizam i naređuje umerenost. Takođe, pojavila se i kritika političke retorike koja povezuje „nenasilni islam” (ili „politički islam”) sa terorizmom, pod rubrikom ekstremizma.

## Definicija
Viši sudovi Ujedinjenog Kraljevstva su u dva slučaja presudili na temu islamskog ekstremizma i pri tome došli do definicije.
Pored toga, dve uticajnije definicije su predstavljene, koje razlikuju ekstremno praktikovanje od praćenja islamske ideologije.
- Korišćenje nasilnih metoda, poput bombaških napada i ubistava radi postizanja planiranih islamističkih ciljeva[4]
- Ekstremno konzervativni oblik praktikovanja islama,[5] koji ne mora nužno da podstiče na nasilje[6]

## Aktivne islamističko-ekstremističke grupe
Neki od zagovornika islama žele da rade na miroljubivim političkim procesima dok drugi (poput vođa ekstremističkih grupa, koji ne mogu da budu muslimani) žele da se na najbrutalniji način obračunaju sa svima koji nisu islamske vere (po njihovom shvatanju). Njihovi ciljevi se uglavnom kreću oko ideje stvaranja kalifata u kome vlada šerijat, a to bi se postiglo kroz navodnu islamsku revoluciju.
Trenutno u svetu postoji preko 120 ovakvih grupa, a neke od poznatijih uključuju: Al Kaidu, Hamas, Hezbolah i Islamsku Državu.